# Овда
Овда́ (мн.ч. О́вды) — злые духи в марийской мифологии.

## Этимология
Как и удм. Обда — «обезьяна», термин заимствован из иранских языков. Татарский и восточномарийский аналог — Албасты́, чувашский — Албаста.

## Описание
Легендарные существа женского пола, обладающие отличительными особенностями внешности: всклокоченные волосы, их груди настолько большие и вытянутые, что их можно закинуть на спину (чаще всего они так и изображаются), а ступни развёрнуты пальцами назад. Больше всего они любят по ночам ездить на лошадях, могут загнать до смерти, а также защекотать своими вывернутыми ступнями или забросить на дерево любую лошадь. Хотя сами лошадей не имеют, а берут их у марийцев. За это последние избивают и иногда даже сжигают их. Овды в ответ на это проклинают целые марийские селения, суля им бесплодие. По представлениям моркинских марийцев обитают в горах, малмыжских — в лесу, волжских — в реках и горах. Овды спят под стогами, общаются с марийцами, арендуют дом для свадьбы, просят приготовить блины, напитки для свадебного поезда. Свадьбу же они проводят по ночам. За аренду дома и угощения они платят серебром и золотом. На свадьбах овды поют песни. У них имеются дети. Помогают марийцам на охоте, обучают их детей добывать деньги.

## В псевдонаучных исследованиях
В телевизионных передачах, посвящённых мистическим явлениям, высказывались предположения, что овды являются сохранившимися до нашего времени мамонтами.

## Кинематограф
- 2012 — «Небесные жёны луговых мари» (Орапти) Алексея Федорченко, экранизация одноимённого произведения Дениса Осокина[3].